# Nine Horses
Nine Horses é um grupo formado pelos músicos ingleses da banda Japan e irmãos, David Sylvian (guitarra, teclado) e Steve Jansen (bateria, percussão), e o músico eletrônico alemão Burnt Friedman.
Ao longo de sua trajetória lançaram o álbum Snow Borne Sorrow, em 2005, o single da primeira música do álbum, "Wonderful World", em 2006, e o EP de inéditas e regravações, Money For All, em 2007; todos em CD pela gravadora Samadhisound de David Sylvian, sendo este um de seus projetos mais comerciais. Outros músicos envolvidos nos sopros, piano, vibrafone e cordas, e cantores de fundo, presentes nas gravações dos discos do Nine Horses, foram Ryuichi Sakamoto, Arve Henriksen, Keith Lowe, Stina Nordenstam, Neal Sutherland, Riff Pike III, Morten Gronvad, Carsten Skov, Hayden Chisholm, Thomas Hass, Theo Travis, Marcina Arnold, Eska G. Mtungwazi, Tommy Blaize, Derek Green, Beverlei Brown, Andrea Grant, Tim Motzer, Tim Eisenburg, Joseph Suchy, Daniel Schröter, Atom, Claudio Bohorquez, Norbert Krämer, Thomas Elborn, Alexander Meyen.  
Dentre suas obras se destacam músicas como “Darkest Birds”, “The Banality of Evil”, “A Story of Holes”, “The Day The Earth Stole Heaven”, “Serotonin”, “Get The Hell Out”, “Money For All”.

## Discografia
- Snow Borne Sorrow (2005) - álbum
- Wonderful World (2006) - single
- Money For All (2007) – EP com regravações e inéditas